# Norsko na Zimních olympijských hrách 1988
Norsko na Zimních olympijských hrách 1988 v Calgary reprezentovalo 64 sportovců, z toho 54 mužů a 10 žen. Nejmladším účastníkem byla Minna Nystedt (20 let, 136 dní), nejstarším pak Oddvar Brå (36 let, 344 dní). Reprezentanti vybojovali 5 medailí, z toho 3 stříbrné a 2 bronzové.

## Medailisté
| Medaile | Jméno                                                                     | Sport           | Disciplína                 |
| ------- | ------------------------------------------------------------------------- | --------------- | -------------------------- |
| Stříbro | Pål Gunnar Mikkelsplass                                                   | Běh na lyžích   | Muži 15 km klasicky        |
| Stříbro | Trude Dybendahl Marit Wold Anne Jahren Marianne Dahlmo                    | Běh na lyžích   | Ženy štafeta 4 x 5 km      |
| Stříbro | Erik Johnsen                                                              | Skoky na lyžích | Muži velký můstek          |
| Bronz   | Vegard Ulvang                                                             | Běh na lyžích   | Muži 30 km klasicky        |
| Bronz   | Ole Christian Eidhammer Jon Inge Kjørum Ole Gunnar Fidjestøl Erik Johnsen | Skoky na lyžích | Družstvo mužů velký můstek |